# 715 Transvaalia
715 Transvaalia
715 Transvaalia là một tiểu hành tinh ở vành đai chính. Nó được H. E. Wood phát hiện ngày 22.4.1911 ở Johannesburg, và được đặt tên là 715 Transvaalia, theo tên vùng Transvaal, Nam Phi, nơi phát hiện lần đầu một thiên thể
Ngày 23.4.1920, thiên thể 1920 GZ được phát hiện, và được đặt tên là 933 Susi. Nhưng năm 1928 người ta nhận ra rằng 2 thiên thể trên chỉ là một, nên tên Transvaalia được giữ nguyên, còn tên 933 Susi được sử dụng lại để đặt cho tiểu hành tinh 1927 CH do Karl Reinmuth phát hiện ngày 10.2.1927